# 安全率
安全率（あんぜんりつ）とは、あるシステムが破壊または正常に作動しなくなる最小の負荷と、予測されるシステムへの最大の負荷との比（前者/後者）のことである。構造的な強度のほか、トルク、電圧、曝露量、薬品摂取などさまざまな負荷に対し使われる。安全率のことを安全係数（あんぜんけいすう）とも言う。文部科学省は学術用語として安全率を採用している。英語では safety factor または factor of safety で、SF、FoS、FS などと略す。

## 概要
実際の工業製品の使用環境は、材質の経年劣化や環境の違い、想定外の使われ方をされるなど、多分に不確実性を含んだものである。設計者はそれらの事象を想定し、設計時にできる限りの計算を行うが、全てのことを計算し尽くせるわけではない。そのため、実際にはある程度の余裕をもって設計される。例えば、10 kgf の荷物を置くための棚について、荷物を置くときの動作の勢いや、棚の上で荷物が偏った置き方をされる場合などを考えると、実際には10 kgf以上の荷重に耐えられるように設計しなければならないことは明白である。具体的には「耐荷重量: 100 kgf （安全率 2.5）」のように用いる。この場合、安全を保証出来る仕様上の耐荷重は100 kgfまでであるが、設計的な実力としては250 kgfまでは耐えられるという意味である。
注意すべきなのは、設計時に設定される安全率とは、強度の不確実性、負荷の不確実性が存在するために設定されるものである。したがって、安全率が大きいということは予測の不確実性が大きいということを意味するのであり、必ずしも安全性が高いことを意味するものではない。
実際の安全率の値はさまざまで、1よりわずかに大きい値から、数百にまでいたる。なお、1をあまり超えない場合、「安全率1.1」の代わりに「安全率0.1」のように言うことがあるが、正しい用法ではない。マージン (margin) は、安全率の同義語として使われることがあるが、本来は、安全率から1を引いた余裕部分を意味する。
直接的に人命に関わるような部材は安全率も大きめに取られており、例えばエレベーターのかごを吊るすロープなどは安全率を10以上とすることが建築基準法によって定められている。また、同じ自動車の中でも、過積載や現場の判断によって独自の改造などが施されるトラックなどは、一般的な乗用車より安全率が大きめに取られている。

## 機械的強度に対する安全率

### 概要
機械・構造物などの部材の外力に対する機械的強度(引張強さ、弾性限界、疲労限度など)に対する安全率については、応力、荷重、ひずみなどを指標にして安全率が取られる。どのような指標を取るかは、どのような破壊現象に対する安全率なのかを考慮して決められることである。特に一般的に用いられるのが応力に基づく強度検討で、このときの安全率は次のような形で表せる。
{\displaystyle S={\frac {\sigma _{c}}{\sigma _{a}}}}
ここで、S:安全率、σc:基準強度、σa:許容応力(使用応力)である。
上式における基準強度とは、その部材が破壊や降伏を起こす限界応力のことで、機械・構造物の運用を考えて、例えば静的な最大荷重下での破断が問題ならば引張強さを、繰返し荷重を受けて疲労が問題になるならば疲労限度を採用するといったように適切な値が採用される必要がある。また、許容応力とは、設計上の部材に作用してよい応力の大きさの上限値で、言い換えれば、設計時に部材に作用することが予測される応力(使用応力)である。許容応力も、例えば荷重を単に断面積で割った平均的な公称応力なのか、各点の局所的な応力なのか、適切に決められる必要がある。
安全率の具体的な値は、対象物に応じて個々に検討の上、慎重に決められる必要がある。製品によっては、安全率あるいは許容応力を定めた規格や基準が設けられている。安全率を決める上で考慮すべき点として、大きくは以下のような点が挙げられる。
- 強度の不確実性[5]（後述参照）
- 負荷の不確実性[5]（後述参照）
- 対象物の重要性[6]（もし対象部が破壊した場合の機械・構造物全体への影響の大きさ、さらには機械・構造物全体が破壊したときの影響の大きさ）
- 定期損傷照査の設定[6](もし対象部の損傷が進行した場合に備えての実施の有無、検査間隔、検査レベル)

### 経験的安全率
安全率を、主に基準強度と使用応力の不確実性を補うために与えられるものと考え、それぞれに対する安全率に分解して次のように表して検討する。このような形で表される経験的安全率と呼ぶ。
{\displaystyle S=S_{m}S_{s}}
ここで、Sm:基準強度に対する安全率、Ss:使用応力に対する安全率である。
Smは強度の不確実性を補うための安全率で、以下のような点が影響を与える。
- 材料の欠陥、熱処理、加工、組立などの製造上の不均一性
- 試料と実物の相違
- 標準試験試料のばらつき
- 切欠き、表面粗さ、使用環境などの強度への効果推定の不確実性

基準強度の値がどのような確実さをもって設定されたかに基づき、Smの値は次のような値が挙げられている。
- 疲労試験などによる強度評価に関する確実な資料がある場合:Sm=1.1から1.2
- 確実な資料がなく類似の資料や実験式などから推定する場合や、腐食など定量予測困難な悪質な条件が予測される場合:Sm=1.5またはそれ以上

Ssは使用応力の不確実性を補うための安全率で、以下のような点が影響を与える。
- 実働荷重のばらつき
- 荷重見積もりの推定の不確実性
- 実物の寸法ばらつきによる応力増加
- 応力の計算過程における近似・単純化による不確実性

使用応力をどの程度保証できるかに基づき、Ssの値は次のような値が挙げられている。
- 実際の使用応力が設計時に見積もった使用応力(設計応力)を超えないことが保証される場合:Ss=1.1
- 予測困難な過大応力が作用する可能性がある場合や、過大荷重や衝撃荷重の負荷が予測されるが頻度が少ないため計算から省いて使用応力を決定した場合:Ss=1.5から2

上記の値は一般的なものなので、実際の対象物の安全率の値は、対象物の特性や規格、実績などを検討の上、任意に決められる必要がある。

### 統計的安全率
信頼性設計に基づき、強度と応力の確率分布を検討して安全率の値を与える手法も存在する。従来の経験的安全率と区別して統計的安全率と呼ばれる。基準強度{\displaystyle \sigma _{c}}と使用応力{\displaystyle \sigma }の確率分布を考えたとき、それぞれの分布が重なる範囲に基づき破壊確率が計算できる。逆に破壊確率を0.1%などのように指定すれば、それぞれの確率分布の中央値の比、つまり安全率が指定できる。
{\displaystyle S={\frac {\bar {\sigma _{c}}}{\bar {\sigma }}}}
ここで、{\displaystyle {\bar {\sigma _{c}}}}:基準強度分布の中央値、{\displaystyle {\bar {\sigma }}}:応力分布の中央値
強度の確率分布の例として、疲労強度ではS-N曲線上の確率分布は、寿命一定での破断応力の分布は正規分布に、応力一定での寿命の分布は寿命が短い領域では対数正規分布に、寿命が長い領域ではワイブル分布と合うとされている。ただし、実物の強度と応力の分布が明確である場合は少なく、分布を正確に把握するのは容易ではない。

### 古典的な安全率
古い安全率の考え方では、基準強度を材料の引張強さ(極限強さ、極限応力)に取り、許容応力は荷重を単に断面積で割った平均応力(公称応力)とする安全率の定義が使用されてきた。現在でも、安全率といえばこのような安全率を指している場合がある

ので、混同に注意が必要である。この古典的な安全率の求め方として、アンウィン(W. C. Unwin)とカーデュロ(F. E. Cardullo)による安全率などがある。材料の種類と荷重形式が分かれば具体的な値が簡便に求まるが、経験的なもので、強度に影響を与える因子を大雑把にしか見ておらず値の精度は低い。設計手法が進んだ現在では使用の推奨はされていない
。
アンウィンによる安全率の求め方を以下の表に示す。基準強度は引張強さとしたものである。
| 材料       | 静荷重 | 繰返し片振り荷重 | 繰返し両振り荷重 | 衝撃荷重 |
| ---------- | ------ | ---------------- | ---------------- | -------- |
| 鋼         | 3      | 5                | 8                | 12       |
| 鋳鉄       | 4      | 6                | 10               | 15       |
| 銅・軽金属 | 5      | 6                | 9                | 15       |
| 木材       | 7      | 10               | 15               | 20       |
| 石材・煉瓦 | 20     | 30               | -                | -        |

カーデュロによる安全率の求め方を以下に示す。アンウィンの方法と同様に、基準強度は引張強さとしたものである。
{\displaystyle S=abcd}
ここで、a:引張強さと弾性限界の比
b:荷重の性質を示す係数。静荷重時1、両振り繰返し荷重時2.2。
c:荷重変化の速度の影響による係数。静荷重時1、突然作用するとき2。
d:材料の均質性、応力見積もりの正確度による係数。応力見積もりが正確であるとして軟鋼で1.5、鋳鉄で2。

## 化学物質の安全率
要出典→人間が摂取する薬品に対しては、100倍等の特段厳しい安全率（安全係数、あるいは不確実係数積ともいう）が用いられる。これは、人体実験が倫理上の理由により行えないため動物実験の結果を人間に当てはめる事になるが、その際に種による誤差（種差）が10倍程度生じると考えられ、また人間の間でもお年寄りや乳幼児のような弱者と健康体の間で10倍程度の感受性の開き（個体差）が生じると考えられ、乗算して100倍を取るからである。

## 航空宇宙の安全率
航空宇宙工学では、安全率が1.15 - 1.25倍と極めて低い。これは安全のための設備や余裕が、そのまま機体重量に直結し、経済性の悪化につながるためである。そのため、これらの業界は徹底した品質管理が行われ、また整備に多くの時間をかける。

## プラントの安全率
田中三彦『原発は何故危険か』によれば、原子炉圧力容器の設計に際して、その機械的な面での安全率は3倍（初期のプラントを除く）、化学プラントの安全率は歴史的、伝統的に4倍とされる。3という数字は、圧力容器に関するアメリカの規格ASME SecIII Rules for Nuclear Vesselsが1965年3月に改訂された際に応力解析の実施を条件として導入されたとされる。ただし、田中自身、説明の簡単化のために代表値として提示した旨を説明しており、実際には設計部位により設定される安全率は異なる。
原子力に比較して化学プラントの安全率が高く設定されているのは構造設計的にアバウトであり、材料・溶接・製造・検査などの法的要求も原子力施設ほど厳しくないからであるが、田中によればその安全性を脅かす不確実な要素が原子炉圧力容器に比べて多く存在することも意味すると言う。一方、原子力プラントでは、材料・溶接・製造・検査などに厳しい要求がされているとされる。但し、田中のような設計者出身の原子力撤廃論者からは、1970年代初頭に設計されたプラントに対して、詳細なデータ解析が当時の計算機の能力上不可能であり、勘と経験により最も厳しいと思われる条件のみモデル化し解析を実施していたことが告白されている。このことは原発の不確実要素を増す結果となっている。
また、田中は安全率に関連して安全余裕という概念への批判を実施した。この概念は浜岡原発訴訟にて班目春樹が「3つの安全余裕」という形で説明に使用したことが田中の知ったきっかけであった。安全余裕という言葉はこの他、原子力安全基盤機構、アメリカ合衆国原子力規制委員会、経済協力開発機構原子力機関などでも使用されている。
田中は、安全率の考察にて、余裕の程度を示しているのではなく、安全性を脅かす不確実な要素に備えるためのものであると言う主張を元に、班目の説明した安全余裕の定義がその考えに沿っていないため批判している。